# Зіркогляд японський
Зіркогляд японський (Uranoscopus japonicus) — вид риб родини зіркоглядових (Uranoscopidae). Морська глибоководна демерсальна риба, що сягає 18 см довжини.

## Ареал
Поширений в західній частині Тихого океану від південної Японії до Південно-Китайського моря, відсутній на Рюкю.